# Comtat d'Orange (Texas)
El Comtat d'Orange és un dels 254 comtats de l'Estat de Texas i la seva seu és la ciutat d'Orange (Texas). A partir del cens de 2010, la seva població està estimada en 81.837 persones. El Comtat d'Orange és el comtat al racó sud-est de Texas, limítrof de Louisiana, però no té costa al Golf de Mèxic, ja que el Comtat de Jefferson i el llac Sabine fiten el Comtat d'Orange pel sud.